# Icipici kis mese
Az Icipici kis mese egy ismert magyar gyermekdal 1968-ból. Sok feldolgozása született. Dalszövegét írta, Brand István.

## Kotta és dallam

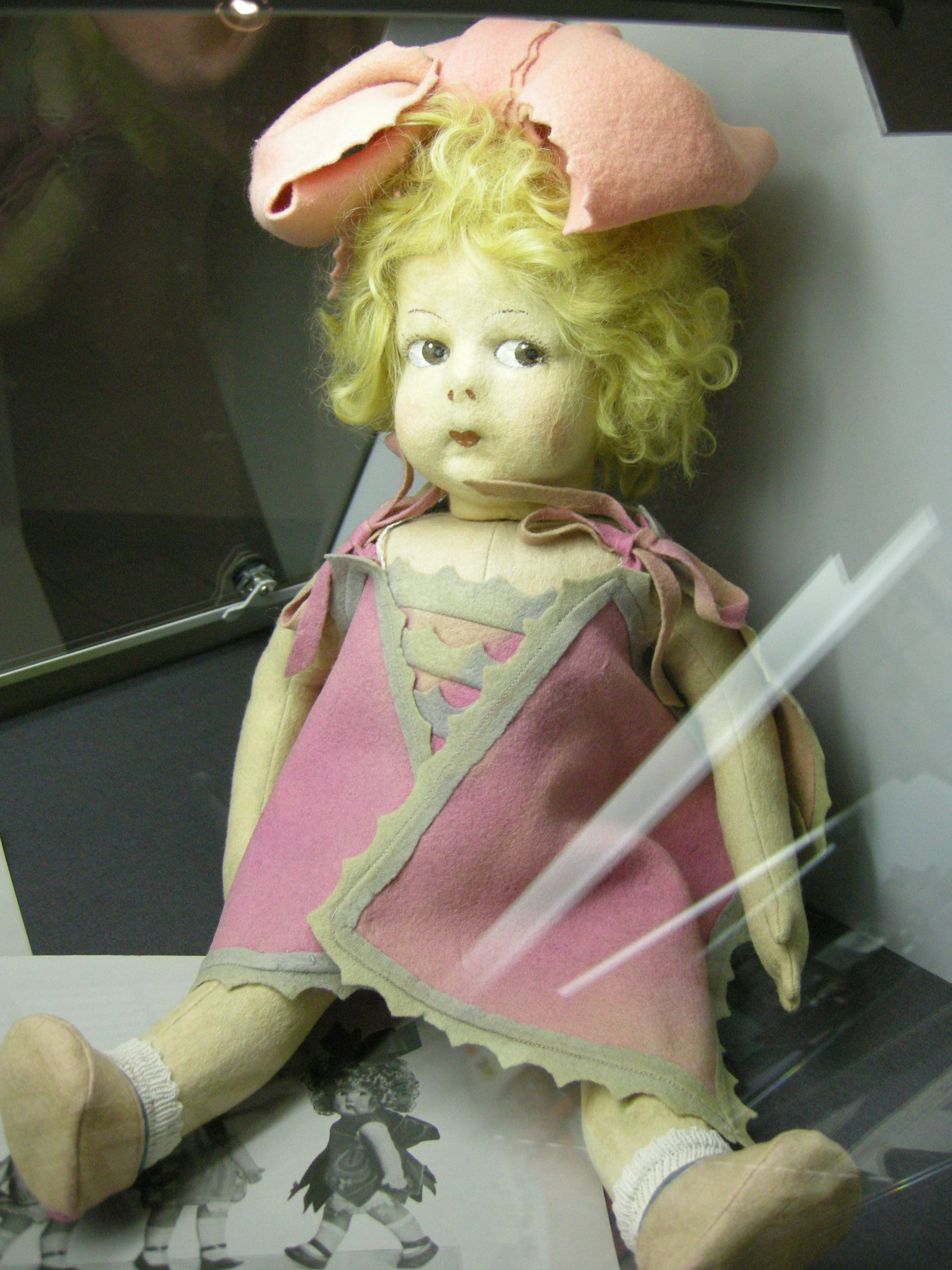
Egy igényes kialakítású LENCI baba kirakatba helyezve

## Lencsi baba
A dal témája egy játékbaba gyermeki fantáziában szereplő kicsiny világa. A szövegben említett, Nyugat-Európából származó lencsi baba (írva LENCI baba) igényes kialakítása, és ehhez kapcsolódóan magas ára miatt vágyott és becsben tartott ajándéktárgy volt a 60-as évek végén. A lencsi név egy félrehallott latin kifejezésből alkotott mozaikszó: Ludus Est Nobis Constanter Industria (nekünk a játék jelenti állandóan a munkát). A mondat egyúttal a torinói babagyár mottója. A babákat  Elena König kezdte varrni az első világháború idején, amíg a férje katona volt, hogy jövedelemhez jusson. Férje, aki Elenát Lencsi-nek becézte, biztatta, hogy érdemes több darabot is készíteni. A babáknak gyorsan sikerük lett, a házaspár leszabadalmaztatta a babák kialakítását, és a háború után megalapította a babagyárat. A babák arca kézzel lett festve, ruházatuk is egyedi, így jelenleg gyűjtemények féltett darabjai.
Később megjelentek egyszerűbb változatok is, de megjelenik a babák sajátossága hogy szemük mindig oldalra néz. Maga a gyár 2001-ben gazdasági válság miatt zárt be.

## Előadói
Első előadója 1968-ban Joós Jutka, a Stúdió 11 Magyar Rádió tánczenekara kíséretével, ezt 1993-ban újra kiadták. A 100 Folk Celsius együttes második albumán is szerepel ez a gyermekdal country stílusban a 80-as évekből,  2004-ben újra kiadta a Hungaroton lemezkiadó.  Földesi Judit  a "Judit és a Zenemanók"  2001-es albumán is szerepel a zene. A Baby Dolls formáció 2008-as albumán ismét felbukkant a dalocska kemény rock hangszereléssel.

## Kapcsolódó lapok
- Lencsi baba(en)